# Akubōzu
Akubōzu (灰坊主?) è uno yōkai delle prefetture di Akita e Iwate. Si dice che viva nella cenere del focolare di Senboku-gun e Ogatsu-gun, sempre nella prefettura di Akita, e che appaia quando si gioca con la cenere. Per questo motivo, fin dall'antichità, la gente è stata avvertita che se si tocca la cenere del focolare, apparirà un bōzu di cenere. Il "bōzu" nel nome non si riferisce a un bonzo (坊主?, bōzu), ma a un mostro.

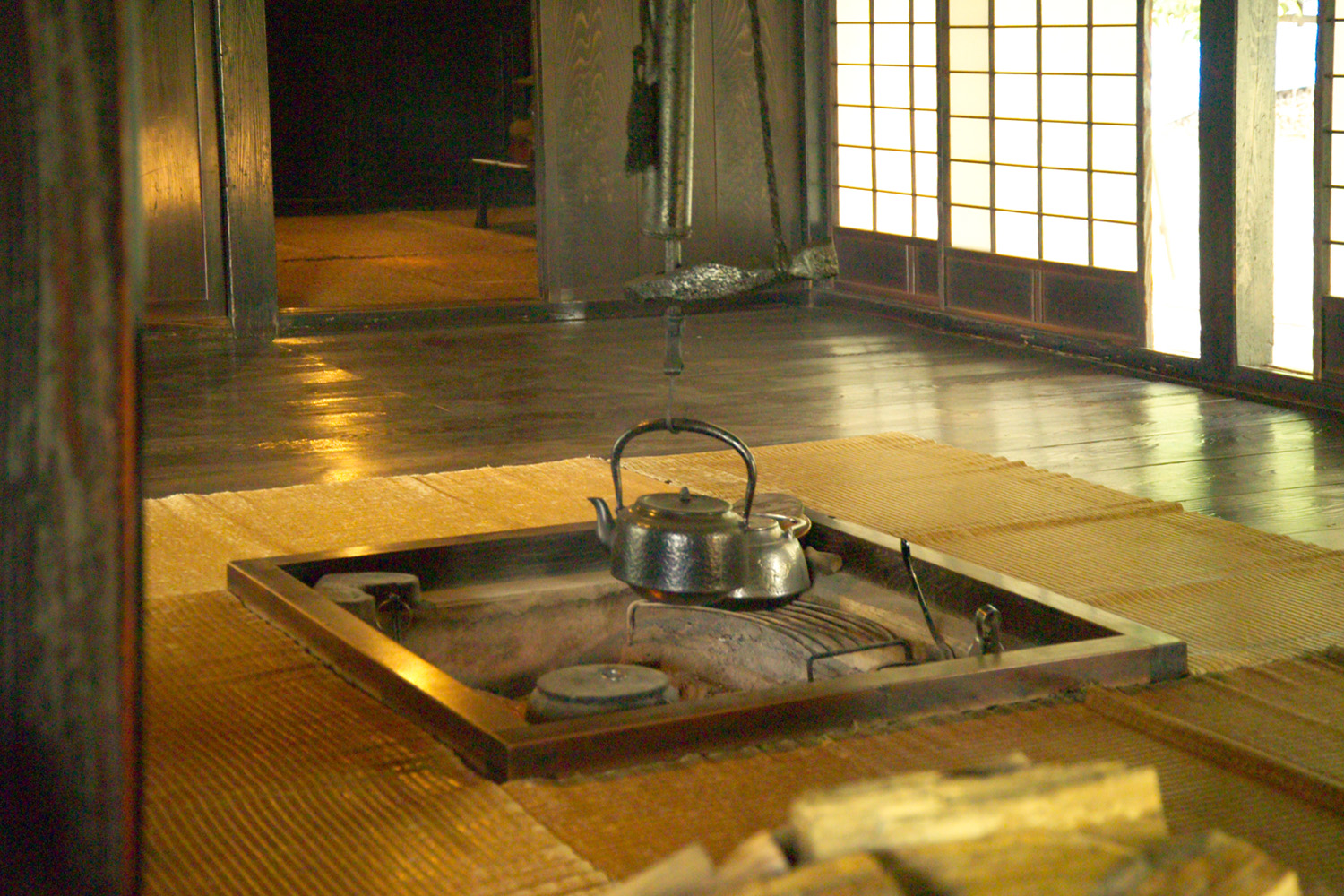
Irori (focolare)

Nel Kunohe-gun, nella prefettura di Iwate, le persone sono state avvertite in modo simile di non fare il bagno due volte, di non mangiare riso offerto all'altare buddista o di non andare in bagno nudi, perché si riteneva che queste fossero azioni che avrebbero causato la comparsa dell'akubōzu.

## Storie simili
Nella regione di Tōhoku circolano numerose leggende secondo cui gli yōkai appaiono quando si gioca con le ceneri. A Ninohe-gun, Iwate, si dice che chiunque giochi con le ceneri dei una fornace verrà trascinato nella cenere e mangiato da un mostro chiamato "Amanesaku" (アマネサク?). C'è una teoria secondo cui questo sia un genio, e quello che emerge dalla fornace in alcune parti della prefettura di Fukushima è chiamato "Amanjaku" (アマンジャク?).
Secondo il libro "Tōno Monogatari Shūi" (遠野物語拾遺?, Racconti di Tōno) di Kunio Yanagita, se si scava tra le ceneri di una fornace nella zona di Tōno apparirà un mostro chiamato "Boko".
Nella prefettura di Aomori, si dice che un "agubanba", uno spirito con una bocca sulla testa, viva nel focolare e appaia quando si rimescolano le ceneri. Nella città di Kisakata, distretto di Yuri, prefettura di Akita (ora città di Nikaho), questo mostro è anche conosciuto come la "Nonna della cenere" (灰ばばあ?, Haibabaa) e si dice che rapisca i bambini che giocano con la cenere e li mangi con la bocca sopra la sua testa, e una volta all'anno rapisca anche una giovane ragazza.